# Libanopristis
Libanopristis è un genere estinto di pesci cartilaginei appartenente agli Sclerorhynchoidei, vissuto nel Cretacico superiore in quella che oggi è la regione del Libano. L'unica specie conosciuta è Libanopristis hiram.

## Descrizione
Libanopristis possedeva un lungo rostro armato di denticoli dermici, simile a quello dei moderni pesci sega. La forma del rostro era molto simile a quella dell'affine Sclerorhynchus atavus, ma se ne distingueva principalmente per le dimensioni e la struttura dei denti rostrali.
I denti di S. atavus raggiungevano i 7 mm di lunghezza, con circa 4 denti in 10 mm di rostro, mentre in L. hiram i denti misuravano non più di 3 mm, con circa 8 denti in 10 mm.
In S. atavus, ogni dente rostrale presentava una base alta e rotonda, increspata e dall'aspetto stellato alla vista inferiore; il dente vero e proprio era diretto all'indietro. In L. hiram, invece, la base era liscia e priva di increspature, e il dente era inclinato di circa 45° rispetto all'asse del rostro. I denti erano piatti sui margini anteriore e posteriore e sfumavano gradualmente nelle scaglie dermiche, a una distanza maggiore rispetto a S. atavus.
Il rostro misurava circa 46 mm di larghezza a 50 mm dalla bocca, e 35 mm a 100 mm di distanza. La bocca stessa era larga circa 50 mm, somigliante a quella dei pesci sega attuali, con denti piccoli, alcuni dei quali dotati di creste taglienti.
Le cartilagini branchiali erano ben sviluppate e presentavano un mosaico di calcificazioni esagonali. Le branchie si aprivano nella parte inferiore del corpo.

## Etimologia
Il nome della specie hiram è dedicato a Hiram I, re di Tiro e amico di Re Salomone, che fornì legname di cedro e abete dai Monti del Libano per la costruzione del tempio di Gerusalemme.

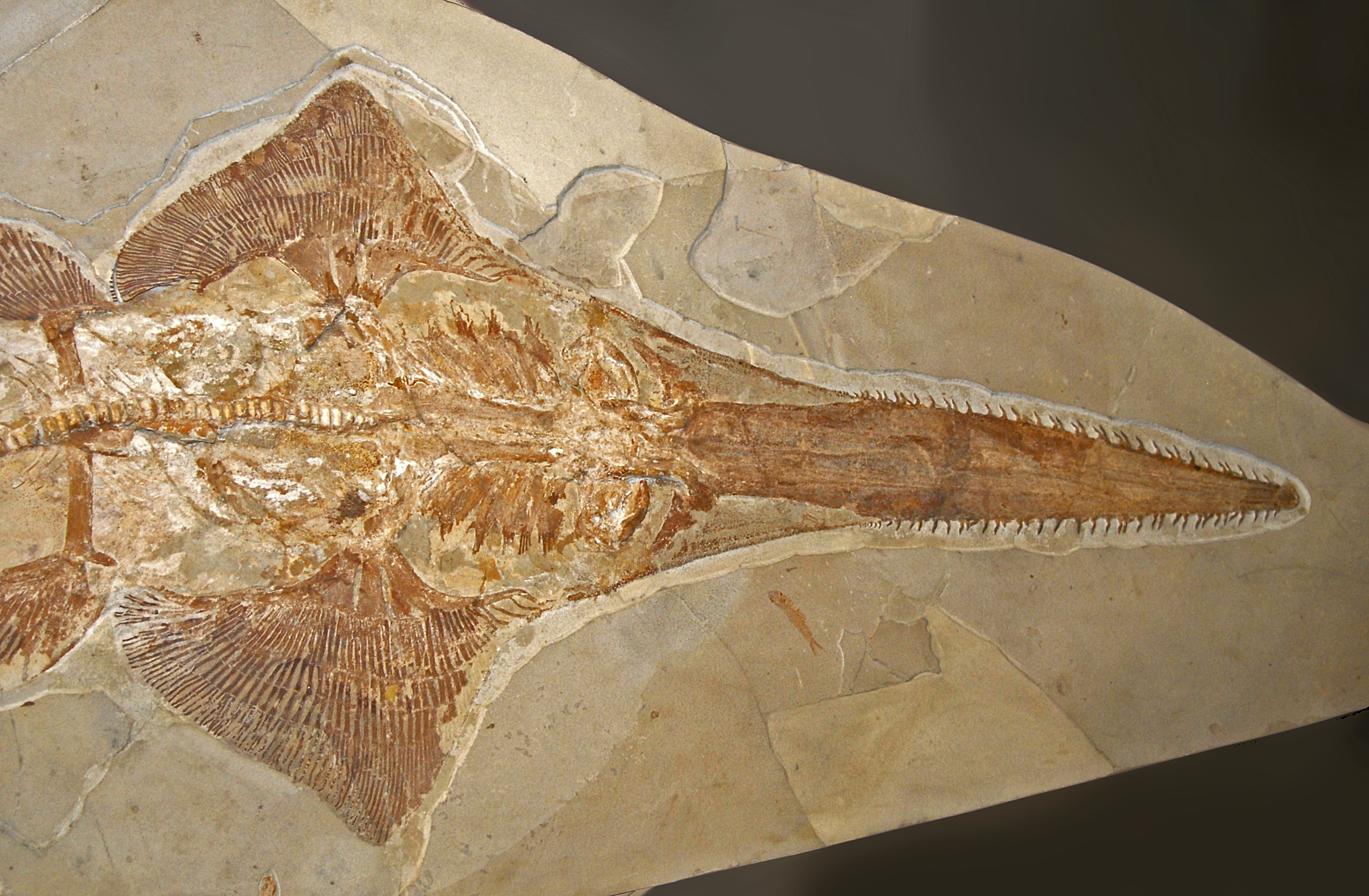
Particolare del cranio e delle pinne pettorali di Libanopristis hiram

## Paleobiogeografia
I resti di Libanopristis provengono dai famosi giacimenti fossiliferi di Sahel Alma, in Libano, noti per la straordinaria conservazione dei pesci fossili cretacei.

## Classificazione
Libanopristis hiram fu inizialmente descritto come Sclerorhynchus hiram da Oliver Perry Hay nel 1903, sulla base di fossili provenienti dal Libano. Solo in seguito, analisi più approfondite hanno portato alla creazione del nuovo genere Libanopristis per ospitare questa specie distinta per particolari morfologie dentarie e craniche.
Libanopristis, secondo le classificazioni più recenti, era un membro della famiglia Ganopristidae all'interno del gruppo degli Sclerorhynchoidei.

## Paleobiologia
Un esemplare femmina con nove embrioni conservati in situ rappresenta una delle prime evidenze fossili dell'ovoviviparità nei Rajiformes.